# 개를 문 사나이
《개를 문 사나이》(C'est Arrive Pres De Chez Vous, Man Bites Dog)는 벨기에에서 제작된 레미 벨보, 앙드레 본젤, 브누와 뽀엘부르드 감독의 1992년 코미디, 범죄, 드라마, 스릴러 영화이다. 브누와 뽀엘부르드 등이 주연으로 출연하였고 레미 벨보 등이 제작에 참여하였다.

## 출연

### 주연
- 브누와 뽀엘부르드
- 재클린 뽀엘부르드-파파에르트

### 조연
- 넬리 파파에르트
- 헥터 파파에르트
- 제니 드리에
- 말루 마도우
- 에디스 르 머디
- 레미 벨보
- 앙드레 본젤
- 장-마크 체누트
- 빈센트 타비에
- 휴즈 타비에
- 필립 블래스밴드
- 베누아 마리아게
- 엠마뉴엘 바다
- 스테판 오비에